# Joseph Allauzen
Joseph Allauzen, né le 29 mai 1890 à Joyeuse dans l'Ardèche et mort le 1er janvier 1969 dans la même commune, est un homme politique français. Membre du Parti républicain de la liberté, il est élu député de l'Ardèche à la première Assemblée nationale constituante en octobre 1945.

## Biographie
Joseph Allauzen est issu d'une famille d'entrepreneurs et de propriétaires terriens. Il suit des études de droit et obtient une licence. Lors de la Première Guerre mondiale il est trois fois blessé, reçoit trois citations et termine la guerre comme capitaine d'infanterie. Il est titulaire de la croix de guerre 1914-1918. 
Après la guerre, il reprend une entreprise de tannerie et crée une affaire de transports en commun. Marié, il aura huit enfants.

## Carrière politique
Joseph Allauzen commence une carrière politique après la Libération. Il est élu conseiller général du canton de Joyeuse en 1945. Il se présente sous la bannière du Parti républicain de la liberté aux élections à la première Assemblée nationale constituante, le 21 octobre 1945.
Une fois élu, Joseph Allauzen  siège à la commission de la famille, de la population et de la santé publique, ainsi qu'à celle de la reconstruction et des dommages de guerre. Le 2 juin 1946, Joseph Allauzen se représente sur la liste Entente républicaine et sociale, derrière Paul Ribeyre, mais il n'est pas réélu.
Il poursuit son action politique sur le plan local et est réélu à plusieurs reprises au Conseil général de l'Ardèche qu'il préside en 1950 puis de 1955 à 1967. Il adhère en 1951 au Centre national des indépendants et paysans.

## Décorations
- Officier de la Légion d'honneur
- Commandeur de l'ordre du Mérite civil (1960)[4]